# Detrás de un ángel
Detrás de un ángel, llamado también El regreso del ángel es una serie de televisión colombiana realizada por RTI Televisión para la Cadena Uno; protagonizada antagonicamente por Margarita Ortega, quien debutó en la televisión, junto a Robinson Díaz, en su primer estelar, en el año de 1993. Fue una historia de corte social, pero que no tuvo el éxito esperado.

## Sinopsis
Karen Sinisterra es una mujer ambiciosa, que abandonó su casa desde muy joven, se enredó con muchos hombres a los cuales estafó, se cambió el nombre muchas veces y se enamoró de un piloto, al cual nunca volvió a ver y que supuestamente fue asesinado por un senador, con el cual ella está casada. Pero cuando creía haber alcanzado sus sueños, su pasado regresa para atormentarla. El padre Enrique Abril, llega de nuevo a la vida de Karen para entregarle a su hija a la que abandonó, fruto de una relación de Karen cuando era adolescente. Al final Enrique muere y Karen se reencuentra con aquel piloto, el único amor de su vida y que no estuvo muerto.

## Reparto
- Margarita Ortega.... Karen Sinisterra / Katia Santiesteban / Katherine de Salcedo (Protagonista & Villana Principal)
- Robinson Díaz.... Enrique Abril
- Marcela Forero....Thais
- Ana María Sánchez....Sharon
- Mónica Campo
- Diego Achury
- Carlos Duplat
- Álvaro Bayona
- Marcela Carvajal....Zayra
- Juan Ángel.... El piloto
- Miguel Torres.... Senador Salcedo
- Mauro Urquijo
- Leonor Arango
- Victoria Góngora
- Carmenza González
- Carlos Serrato
- Leonardo Petro
- Durley Zapata